# Bryconops inpai
Bryconops inpai és una espècie de peix de la família dels caràcids i de l'ordre dels caraciformes.

## Morfologia
- Els mascles poden assolir 10 cm de llargària total.[4]

## Hàbitat
Viu en zones de clima tropical entre 24 °C - 27 °C de temperatura.

## Distribució geogràfica
Es troba a Sud-amèrica, a les conques dels rius  Negro i Casiquiare.